# Batalla de Xiva (1838)
La batalla de Xiva de 1838 fou un dels episodis de la primera guerra carlina.

## Antecedents
La rebel·lió va esclatar després de la convocatòria de les Corts el 20 de juny de 1833 quan el pretendent don Carles, refugiat a Portugal es va negar a jurar lleialtat a Maria Cristina de Borbó-Dues Sicílies i l'1 d'octubre, recolzat per Miquel I de Portugal va el seu dret al tron. A Morella Rafael Ram de Viu Pueyo va proclamar rei a Carles V el 13 de novembre, tot i que va ser ocupada per forces liberals el 10 de desembre, i a la mort de Ram de Viu Manuel Carnicer va assumir la prefectura militar de l'exèrcit carlí al Baix Aragó i el Maestrat. L'execució de Carnicer va ocasionar l'assumpció del comandament del front per Ramon Cabrera. A la primavera de 1836, aquest ja comandava 6.000 homes i 250 cavalls que operaven a l'entorn de Cantavella, que va fortificar i es va convertir en el centre d'operacions, amb una presó, fàbrica d'artilleria i dos hospitals.
Cabrera es va afegir a l'Expedició Gómez per intentar prendre Madrid, deixant afeblit el Maestrat, i un cop superat el període de paralització de l'exèrcit causat pel Motí de la Granja de San Ildefonso, es va nomenar Evaristo San Miguel com a comandant de l'exèrcit del Centre, que va capturar Cantavella, recuperada en 24 d'abril de 1837, quan la seva guarnició es va rendir en un atac simultani dels carlins a Cantavella, Sant Mateu i Benicarló. El 31 de gener de 1838, procedent de Benicarló, entrava Ramon Cabrera a Morella i a continuació queien Calanda, Alcorisa i Samper.
El 9 de febrer Cabrera posà setge a Gandesa però el 24 de febrer ordenà al coronel Juan Cabañero que abandonés el setge i sorprendre Saragossa, que suposaria la ràpida presa de tot l'Aragó, la connexió dels fronts català i navarrès, i la de tot Espanya al nord de Madrid. El 3 març van sortir de Gandesa uns tres-cents genets de la Cavalleria de Tortosa, manada pel coronel José Lespinace, i entre 2.200 i 3.000 infants a les ordres del brigadier Cabañero que van assaltar Saragossa però els saragossans van llançar-se en massa al carrer i lluitar contra els invasors, que van fugir,
Cap a la fi del mes de març de 1838, reunides les forces de Cabrera amb les de Quilez, 4000 homes i 200 genets, es van dirigir a Llíria, sortint al seu encontre la columna del coronel Churruca, de 2.000 homes amb els quals va tenir petits enfrontaments a Híjar i Albalate, però van arribar finalment a Llíria, que van ocupar. Juan Paralea, que es trobava a Onda amb 1200 homes i 90 genets va arribar a Llíria quan aquesta ja havia estat saquejada i s'havien dirigit cap a Xiva, i va demanar reforços a Mariano Breson que va aportar 800 homes i 100 genets, trobant-se a Manises, i l'endemà van fer nit a Xest, sortint de matí cap a Xiva, on estaven els carlins.

## Batalla
El 2 d'abril, Ramon Cabrera sabia de l'arribada dels liberals, que avançaven en tres columnes i va moure les seves tropes per darrere de les muntanyes a la dreta de Juan Paralea, prenent les altures i formant en tres cossos, i Paralea en veure'ls va atacar, prenent les posicions carlines en un terreny en pendent del qual Cabrera s'anava retirant i finalment atacant amb una càrrega de cavalleria, però en comptes de perseguir als carlins, amb moltes baixes i la tropa molt cansada, es va retirar a Xiva mentre Cabrera es retirava al Maestrat amb el botí de la campanya.

## Conseqüències
Després del fallit assalt a Alcanyís, la vila va quedar bloquejada i aïllada fins al final de la guerra, i Ramon Cabrera va seguir expandint el seu territori, va signar amb Antonio van Halen y Sarti el conveni de Segura i derrotant els liberals a l'Acció de Maella i ocupant tot el territori fins a la conca del Jalón i Calataiud, però amb la signatura del Conveni de Bergara l'agost de 1839, Cabrera es va veure aïllat i encerclat per les forces liberals, que al final de 1839 havien muntat una línia de fortificacions des d'Alcanyís a Castel de Cabra, per incomunicar i assetjar una a una les posicions carlines: Espartero pren Segura el 27 de febrer i poc després Castellote mentre des del sud O'Donnell ocupà Aliaga, Alcalá de la Selva, i finalment Cantavella l'11 de maig. Perduda Morella, Cabrera va creuar l'Ebre arribant a Berga, havent de fugir a França el mes de juliol.